# 22-ра танкова дивизия (Вермахт)
22-ра танкова дивизия е една от танковите дивизии на Вермахта по време на Втората световна война.

## История
22-ра танкова дивизия е сформирана през октомври 1941 г. във Франция. През март 1942 г. е изпратена на Източния фронт и участва в тежките боеве на Кримския полуостров. Дивизията е обградена и унищожена по време на битката при Сталинград през декември 1942 г. Въпреки че някои формации оцеляват, например 129-и танково-гренадирски полк, дивизията е разпусната.

## Командири
- Генерал-лейтенант Вилхелм фон Апел – (25 септември 1941 – 7 октомври 1942 г.)
- Генерал-лейтенант Хелмут фон дер Кевалери – (7 октомври 1942 – 1 ноември 1942 г.)
- Генерал-лейтенант Еберхард Рот – (1 ноември 1942 – 4 март 1943 г.)

## Носители на награди
- Носители на свидетелство за похвала от главнокомандващия на армията (2)
- Носители на Германски кръст, златен (14)
- Носители на почетна кръгла тока на сухопътните части (3)
- Носители на Рицарски кръст (2)